# Tabulatur
Et tabulatur eller bare tab er en form for noder-lignende skrift, beregnet til at beskrive hvordan musik spilles på et strengeinstrument, som for eksempel en guitar eller en el-bas. Til forskel fra noder er tablatur lettere og enklere og tager kortere tid at lære. Der er tale om en meget simpel form og mange af melodiens elementer er ikke muligt at nedskrive. F.eks. rytme, anslagsstyrken osv. Derfor er det oftest nødvendigt at have hørt melodien i forvejen for at kunne spille den. Men netop den simple form gør at tabulaturer oftest bruges af amatørguitarister når de udveksler erfaringer omkring hvordan en melodi spilles.
Et tab har et bestemt antal linjer, hvilket repræsenterer antallet af strenge på musikinstrumentet. Dvs. at et tab til en 4-strenget bass har 4 linjer, og et tab til en 5-strenget bass har 5 linjer, osv.
Når der står et tal på en linje, skal man gribe på strengen, i det bånd som tallet repræsenterer. Hvis der fx står 3 på linje 2, betyder det, at man skal gribe i bånd 3 på streng nr. 2.
Det bør også nævnes at man læser fra venstre mod højre, og man skal betragte det hele lodret. Dvs. hvis der er sted, hvor der er flere tal under hinanden, skal man anslå de pågældende strenge samtidig. Se på følgende eksempel:
Eksempel på tablatur (Fra AC/DC's 'Back In Black'):

```
e|----2-2-2----------3-0-----------------2-2-2-------------------------|
B|----3-3-3--2-2-2-------3-0-------------3-3-3--2-2-2------------------|
G|----2-2-2--2-2-2-----------2b4r2p0-----2-2-2--2-2-2------------------|
D|-2--0-0-0--2-2-2--------------------2--0-0-0--2-2-2------------------|
A|-2---------0-0-0--------------------2---------0-0-0------------------|
E|-0----------------------------------0----------------7-4-7-5-7-6-7-7-|
```

Tablatur fungerer således:

Første linje svarer til første streng på guitaren, altså e-strengen.

Anden linje svarer til anden streng osv.

Tallet der står på linjen viser, hvilket bånd der skal spillet på strengen. (Et "0" betyder, at strengen skal spillet løst.)

## Notationer
Diverse guitarteknikker kan også repræsenteres i tab.
- Hammer-on skrives som "h"
- Pull-off skrives som "p"
- Slide skrives som enten "/" eller "\"

## Tablaturprogrammer
Der er blevet udviklet flere computerprogrammer til tabulatur, eksempelvis Guitar Pro-serien og Power Tab Editor. Udover muligheden for at skrive og læse tabulatur i programmerne, er der også muligheden for at få programmet til at spille sangene vha. midi-instrumenter. Programmerne indeholder også tunings-leksikon, akkord-leksikon m.m.